# أدولف موزيتو
أدولف موزيتو (بالفرنسية: Adolphe Muzito) (و. 1957  م) هو سياسي، واقتصادي كونغولي ديمقراطي، هو عضوٌ الحزب اللومومبي الموحد.

## مناصب
تولى منصب رئيس وزراء جمهورية الكونغو الديمقراطية ‏
.

## التعليم
تعلم في جامعة كينشاسا
.